# Костас Новакис
Костас Новакис (на гръцки: Κώστας Νοβάκης) е гръцки фолклорист и музикант, събирач и издател на български народни песни от Македония.

## Биография
Новакис е роден в българоговорещо семейство в градчето Куфалово (на гръцки Куфалия), където работи като зъболекар. В средата на 1990-те започва да записва традиционни български песни от старите хора от различни селища в Западна и Централна Македония. Новакис започва да изпълнява тези песни заедно с жена си Харула, която е етническа гъркиня, като първоначално разпространява записите сред приятели. В 2002 и 2003 година издава 3 диска с песни в изпълнение на местни музиканти, както и на музиканти от градчетата Гевгели и Богданци в Северна Македония, със заглавия на гръцки и на местен български диалект. Гръцката преса отбелязва издаването на тези песни като първо в Гърция и като „край на табу“, тъй като подобни песни не са изпълнявани публично в Гърция от десетилетия. Новакис твърди, че е записал над 1000 песни на местен диалект.
Твърди се, че Новакис е член на Центъра за македонска култура в Гърция и е бил гост на Срещата на бежанците от Егейска Македония в Търново, Северна Македония.

## Дискография
- White field down to the White sea (Avlos Editions) Архив на оригинала от 2008-10-28 в Wayback Machine. (Λευκός κάμπος πλάι σε θάλασσα λευκή / Бело поле до Белото море)
- Rising of the green forest (Avlos Editions) Архив на оригинала от 2008-09-30 в Wayback Machine. (Πράσινο δάσος / Развила гора зелена)
- Offer from Thessaloniki (Avlos Editions) Архив на оригинала от 2008-10-10 в Wayback Machine. (Πρόσφορα από τη Θεσσαλονίκη / Понуда од Солун)

## Аудио
- Митко войвода Архив на оригинала от 2007-09-27 в Wayback Machine.
- Сюлейманово Архив на оригинала от 2007-09-27 в Wayback Machine.
- Развила гора зелена Архив на оригинала от 2007-09-27 в Wayback Machine.